# Bonapartia pedaliota
Genre
Espèce
Bonapartia pedaliota est une espèce de poissons téléostéens de la famille des Gonostomatidae. C'est la seule espèce du genre Bonapartia.